# Municipio de General Zuazua
El municipio de General Zuazua es uno de los 51 municipios del estado mexicano de Nuevo León. Su cabecera es la localidad de General Zuazua. Está nombrado en honor al general Juan Zuazua, militar mexicano de la Guerra de Reforma.

## Geografía
El municipio de General Zuazua colinda al norte con los municipios de Ciénega de Flores y de Higueras; al este con el municipio de Marín; al sur con los municipios de Pesquería y Apodaca; y al oeste con el municipio de Salinas Victoria.

## Localidades
El municipio de General Zuazua cuenta con diferentes localidades.
| Localidad            | Población (2020) |
| -------------------- | ---------------- |
| Real Palmas          | 40 259           |
| Valle de Santa Elena | 22 496           |
| Hacienda San Pedro   | 10 831           |
| General Zuazua       | 9 934            |
| Total                | 102 149          |

## Gobierno
| Presidente municipal             | Periodo       | Partido | Partido                              |
| -------------------------------- | ------------- | ------- | ------------------------------------ |
| Pedro Villarreal Chapa           | 1939-1940     |         | Partido de la Revolución Mexicana    |
| Rodolfo L. Villarreal            | 1941-1942     |         | Partido de la Revolución Mexicana    |
| Jesús González                   | 1943-1945     |         | Partido de la Revolución Mexicana    |
| Pedro A. Martínez                | 1946-1948     |         | Partido Revolucionario Institucional |
| José María Villarreal            | 1949-1951     |         | Partido Revolucionario Institucional |
| Alonso Lozano                    | 1952-1954     |         | Partido Revolucionario Institucional |
| Efraín Montemayor                | 1955-1957     |         | Partido Revolucionario Institucional |
| Juan Eligio Martínez             | 1958-1960     |         | Partido Revolucionario Institucional |
| Jesús Martínez                   | 1961-1963     |         | Partido Revolucionario Institucional |
| Enrique R. Villarreal            | 1964-1966     |         | Partido Revolucionario Institucional |
| René D. Villarreal               | 1967-1969     |         | Partido Revolucionario Institucional |
| Pedro H. Martínez                | 1970-1971     |         | Partido Revolucionario Institucional |
| Rangel Martínez Garza            | 1972-1973     |         | Partido Revolucionario Institucional |
| Jorge L. Martínez                | 1974-1976     |         | Partido Revolucionario Institucional |
| Hernán F. Chapa                  | 1977-1979     |         | Partido Revolucionario Institucional |
| José Ángel Vela                  | 1980-1982     |         | Partido Revolucionario Institucional |
| Eligio Martínez Villarreal       | 1983-1985     |         | Partido Revolucionario Institucional |
| José Luis Gutiérrez Chapa        | 1986-1988     |         | Partido Revolucionario Institucional |
| José Luis Chapa Villarreal       | 1989-1991     |         | Partido Revolucionario Institucional |
| Jesús Ángel Montemayor Martínez  | 1992-1994     |         | Partido Revolucionario Institucional |
| José de Jesús Chapa Martínez     | 1995-1997     |         | Partido Revolucionario Institucional |
| Pedro Ángel Martínez Martínez    | 1997-2000     |         | Partido Revolucionario Institucional |
| Martín Gilberto Lozano Guzmán    | 2000-2003     |         | Partido Revolucionario Institucional |
| Jorge Luis Martínez Gutiérrez    | 2003-2006     |         | Partido Acción Nacional              |
| Roberto Montemayor Gutiérrez     | 2006-2009     |         | Partido Acción Nacional              |
| Pedro Ángel Martínez Martínez    | 2009-2012     |         | Partido Revolucionario Institucional |
| Jorge Luis Martínez Gutiérrez    | 2012-2015     |         | Partido Revolucionario Institucional |
| Hernán Francisco Chapa Gutiérrez | 2015-2018     |         | Partido Acción Nacional              |
| Pedro Ángel Martínez Martínez    | 2018-2021     |         | Movimiento Regeneración Nacional     |
| Nancy Olinda Gutiérrez Arrambide | 2021-2024     |         | Movimiento Ciudadano                 |
| Elva Deyanira Martínez González  | 2024-presente |         | Movimiento Regeneración Nacional     |